# Bella D'Amico
Pour les articles homonymes, voir D'Amico.
Bella D'Amico était une noble italienne du XIIIe siècle.

## Biographie
Elle est nourrice puis gouvernante de la reine Constance de Sicile et d'Aragon, fille du roi Manfred Ier de Sicile. Elle est aussi la mère de Roger de Lauria.  Bella accompagne Constance lorsque celle-ci se rend à la cour de Jacques Ier pour y épouser le futur Pierre le Grand (à Montpellier, en 1262). Roger est du voyage. Jacques Ier lui donne, conjointement à son fils, la seigneurie du Val de Seta, près de Cocentaina, dans le Royaume de Valence (1270). 